# سعد الدين المراد
العارف بالله الشيخ سعد الدين محمد سليم المراد الحموي الشاذلي، أحد أبرز علماء أهل السنة والجماعة ومن أعلام التصوف السني في القرن الخامس عشر الهجري، وشيخ الطريقة الشاذلية في سوريا والمملكة العربية السعودية في عصره، تربى على يديه كبار علماء وأولياء سوريا وبلاد العراق ومصر والأردن ولبنان وفلسطين وبلاد المغرب وأمريكا وفرنسا وبعض بلاد أوربا والهند. يصل نسبه إلى الحسين بن علي.

## اسمه ونسبه
هو الشيخ سعد الدين بن الشيخ محمد سليم الثاني بن الشيخ محمد علي الأول بن الشيخ محمد سليم الأول المراد، الحسيني نسباً، الشافعي مذهباً، الحموي بلداً، وآل المراد أسرة عريقة، كانت زاخرةً بالعلماء العاملين، وأهل الفضل والتزكية والإرشاد؛ فالعلم والأدب الرفيع والتواضع والعمل الصالح ديدن كل فرد من أفرادها.

## ولادته ونشأته
ولد عام 1931م بمدينة حماة من أبوين صالحين، كلاهما من آل بيت النبوة، فتربى تحت كنفهما التربية الصالحة، وطلب العلم مبكرا، فالتحق بالكتاتيب، ففيها ابتدأ بتعلم القرآن الكريم والكتابة، ولما بلغ السابعة من العمر دخل المدرسة الابتدائية دار العلم والتربية، فتعلم فيها مبادئ العلوم الشرعية والعلمية، وتخرج منها عام 1945 م حاملاً شهادة الدراسة الابتدائية التي كانت تسمى قديماً «السرتفيكا». ثم التحق بمعهد التجهيز الشرعي الهدائي الذي أسسه العالم العامل الشهيد الفاضل الشيخ محمود الشقفة؛ ويسمى هذا المعهد (التكية)، فكان من طلاب الدفعة الأولى للمعهد، الذين بلغ عددهم عشرة طلاب فقط؛ وفي السنة الثانية نقص عددهم إلى خمسة طلاب، وفي السنة الثالثة نقص عددهم فلم يبق منهم إلا طالبين، وفي السنة الأخيرة لم يبق من الطلاب سوى الشيخ سعد الدين مراد وحده فرداً ينهل من كنوز العلم والمعرفة على شيوخ وعلماء هذا المعهد، حتى تخرج بتفوق، ومنح أول شهادة من هذا المعهد تمنح لطالب وحيد في دفعته عام 1949م.
ثم التحق بـ (معهد العلوم الشرعية) بمدينة حلب الشهباء، والذي يعرف باسم المدرسة الشعبانية، ويطلق عليه أزهر سوريا لمكانته العلمية بعدما تحولت الخسروية إلى ثانوية شرعية؛ وكان التحاقه بالشعبانية عام 1950م، وقُبل في السنة الثالثة بعدما أُجري له اختبار ومقابلة لتحديد المستوى أمام لجنة من كبار العلماء والمشايخ في المعهد، كان يرأس لجنة الاختبار الشيخ محمد أبو الخير زين العابدين، وقد استمر نجاحه وتفوقه بالمرتبة الأولى خلال السنوات الخمس التي درسها في المعهد إلى أن تخرج حاملاً الشهادة العالية في العلوم الشرعية سنة 1955م.
ثم سافر إلى مصر ليلتحق بجامعة الأزهر، فلم يمكث غير شهرين ثم عاد مسرعاً؛ وذلك قبل ولوج مرحلة اختبار تحديد المستوى، لما هاله ما رأى من بيئة لم يعهدها، وأحزنه حال غير مرضٍ شرعاً لبعض مشايخ الأزهر خلاف ماتربى عليه، حيث كان في معاهد ومدارس بلاد الشام يأخذ علمه وأدبه عن علماء مربين، يحاسبون أنفسهم على النفس الواحد، يقفون عند حدود الشرع، يتحرون دقائق الورع، فضلاً عن اجتناب الشبهات، يستقي من نورهم كل ناظر.
في السنة الأولى بـ (معهد التجهيز الشرعي الهدائي) اعتلى المنبر لأول مرة ليخطب الجمعة في جامع الجديد، وهو جامع العائلة المرادية، حيث كان أفراد العائلة من العلماء وطلاب العلم يتعاقبون عليه منذ بنائه وتشييده في الإمامة والخطابة والتدريس، وكان حينئذ في الثاني عشرة من عمره! فخطب وعم والده الشيخ أحمد المراد صلى بالناس إماماً، وهذه الخطبة الوحيدة التي يخطب فيها بورقة مكتوبة، وبعدها لم يحمل ورقة في أي خطبة طيلة حياته، لأنه أصبح يخطب ارتجالاً؛ واستمر يخطب الجمعة تطوعاً منه في مساجد القرى التي حل بها أو دعي إليها أو أرسله مشايخه إليها، وكذلك في مساجد أحياء حماة التي يكلف فيها بالوكالة تدريساً وخطابةً.
ولما صار طالباً في الشعبانية كان له نشاط ملموس، تشهد عليه العديد من المنابر وحلقات الوعظ والتدريس، مما ترك أثراً طيباً في نفوس وقلوب كل من سمعه وحضر دروسه وخطبه من أهالي أحياء مدينة حلب الشهباء، وأكثر ما كان يخطب الجمعة في حيي (الكلاسة والأنصاري)، ويدرس في جامع أبو الرجا وجامع الحارة.
وقد التحق الشيخ عام 1956م بخدمة العلم العسكرية الإلزامية، وقد أمضى سنتين ميلاديتين وشهرين، ثم تسرح عام 1958م؛ ونال وسام الجندي المثالي، ووسام الوحدة بين مصر وسورية، ووسام النصر في حرب العدوان الثلاثي؛ ولم يمنعه ذلك من ممارسة نشاطه ومتابعة عمله في التوجيه والإمامة والتدريس والخطابة والوعظ في المعسكرات، ولم تكن هذه الظروف يوماً حائلاً دون الاستمرار في هذا الخط الذي رسمه لنفسه منذ بداية حياته الدراسية.

## التصوف
التقى بالعلامة عبد القادر عيسى وصحبه منذ أن كانا زملاء على مقعد الدراسة في المدرسة الشعبانية بحلب وسلك على يديه وأخذ الطريقة القادرية والطريقة النقشبندية منه وأجازه شيخه بهذين الطريقتين، ومن ثم التقى شيخه عبد القادر عيسى بالعلامة والمربي الكبير الشيخ محمد الهاشمي التلمساني وأخذ منه الطريقة الشاذلية، وقد تلقن وأخذ العهد الشيخ سعدالدين المراد الطريقة الشاذلية من شيخه العلامة عبد القادر عيسى في بيت المربي الهاشمي بحضوره وأمره،

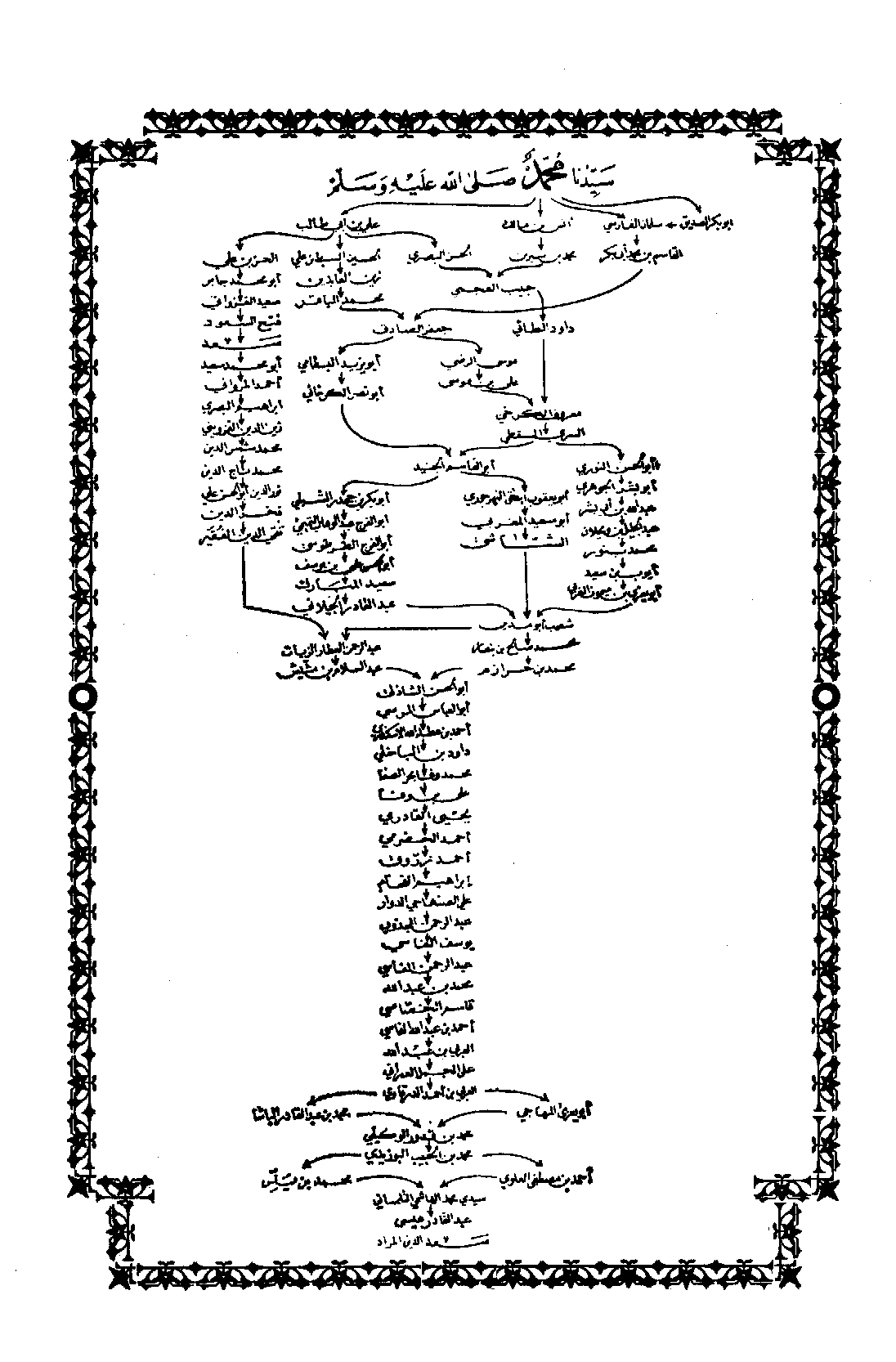
السند

ومنذ ذلك الحين لازم الشيخ محمد الهاشمي التلمساني مدة سنتين أثناء خدمته العسكرية في ضواحي الشام، وظل مصاحبا للشيخعبد القادر عيسى إلى أن توفي ودفن في تركيا  وقد أجازه أيضا وخلفه في الطريقة الشاذلية ودامت صحبتهم مايقارب النصف قرن، وله إجازات كثيرة من جهابذة العلماء والأولياء الصالحين، ولكن الشيخ المراد لم يعمل إلا بإذن شيخه.

## الوظائف الرسمية التي أسندت إليه
أولاً: إمامة المساجد
كان يؤم المصلين في جامع الجديد، ويدرس ويخطب وكالة عن أعمامه، ثم عين إماماً رسمياً في مسجد الأحدب عام 1956م، ثم نقل إلى مسجد السلطان وذلك في عام 1961م، وبعد هدمه، انتقل إلى مسجد (باب البلد) عام 1964م فبقي فيه حتى أعيد بناء مسجد (السلطان) فعاد إليه، ثم بعد ذلك رجع إلى مسجد (الأحدب) حيث كانت رغبته عام 1971م إلى أن هاجر إلى المدينة المنورة عام 1981 م.
ثانياً: الخطابة
كان للشيخ حضور واضح في فن الخطابة، فلمع نجمه، وعُدَّ من أشهر الخطباء البارزين في عصره، فكان خطيباً مفوهاً، يملك مهارةً عالية في اختيار الكلمة المعبرة المناسبة، مع الإحاطة بالموضوع من شتى جوانبه ارتجالاً، إضافةً إلى تفاعله مع الكلمة، وصدقه في توجيهها وإلقائها، لتترك أثراً في النفوس والقلوب، وكان معروفاً بذلك لدى جميع الأوساط الرسمية وغير الرسمية.
فكان يخطب في جامع الجديد بالوكالة، ثم عُيِّن خطيباً رسمياً في جامع (السلطان) عام 1962م، ثم انتقل إلى جامع (المسعود) عام 1970م، وصار خطيباً للجامع الرئيسي في مدينة حماه؛ ثم نقلت الرئاسة إلى جامع (الشيخ علوان) في حي العليليات قديماً، والآن يسمى جامع (المحبة)، فنقل إليه عام 1978م، وما زال يخطب فيه إلى ماقبل ستة أشهر من هجرته إلى المدينة المنورة عام 1981م.
ثالثاً: التدريس في معهد الروضة الهدائية الشرعي
تم تعيينه رسمياً في عام 1959م وكلف فيه بتدريس المواد الشرعية والعربية، ثم أسند إليه مؤسس المعهد ومديره الشيخ محمود الشقفة عملاً آخر - إضافة إلى التدريس – ألا وهو الإشراف والتوجيه؛ ثم عهد إليه بأمانة السر، ثم وكيلاً للمدير (نائباً له) ثم سلمه الإدارة بأكملها، وظل ملازماً فيه ومديراً للمعهد إلى أن هاجر إلى المدينة المنورة عام 1981م.
رابعاً: التدريس في الثانوية الشرعية
جاء تعيينه مدرساً لكافة المواد الشرعية في مدرسة (الثانوية الشرعية) بحماة من قبل وزارة الأوقاف في عام 1962م، واستمر حتى عام 1981 م، كما كان ينتدب دائماً إلى دمشق لتصحيح أوراق الامتحانات الوزارية.
خامساً: التدريس الديني العام (الوعظ والإرشاد)
تعين مدرساً دينياً عاماً في جميع مساجد مدينة حماه وما حولها عام 1965م، وانتدب إلى منطقة (مصياف)، ثم نقل إلى مدينة حماة عام 1970 م.
سادساً: التدريس في المدارس الخاصة
كان للمدارس الخاصة نصيب من علمه وتوجيهه، فدرَّس مادة التربية الإسلامية في مدرسة (الصديق الإعدادية الخاصة)، ودرَّس مادة اللغة العربية في مدرسة (التربية الاجتماعية).
سابعاً: عضو في جمعية العلماء بحماة
اختير بعد انتخابات الجمعية ليكون عضواً عاملاً في إدارتها وذلك عام 1964م، وكان له نشاط خاص تفرد به إضافة إلى النشاط العام فكان القلب المحرك لها، ومن أبرز أنشطته في الجمعية مؤخراً، سعيه الحثيث في تأسيس (مدرسة شرعية للبنات) تكون تحت إشراف ومسؤولية (جمعية العلماء).

## أنشطته العمرانية والتحسينية في المساجد والمعاهد
قام الشيخ بجملة من النشاط العمراني، وقد شمل ذلك المساجد التي تنقل فيها، والمعاهد الشرعية، ومساجد القرى التي طاف بها، فكان يدلي برأيه وخبرته للمسؤولين عليها لكي يوسعوا ويعدلوا فيها، ويسعى بتوجيه وحث أرباب الأموال ليدعموا تلك المشاريع ؛ ويشهد له بذلك مسجد السلطان ومسجد باب البلد ومسجد الأحدب ومعهد التكية (معهد الروضة الهدائية الشرعي)، والمدرسة الشرعية للبنات.

## هجرته إلى المدينة المنورة
كانت هجرته في المنتصف من شعبان سنة 1401هـ/1981م إلى مدينة سيدنا رسول الله صلى الله عليه وسلم، ومكث فيها ثمانية أشهر، ثم انتقل إلى مدينة جدة، حيث عرض عليه مسجد الهادي ليكون إماماً وخطيباً فيه، وقد وفقه الله تعالى لنشر العلم وبث آداب التربية والتزكية حتى تربى على يديه الكثير، وتخرج على يديه علماء من جميع الأعمار كباراً وشباباً وصغاراً، وأصبح ذلك المسجد موئلاً للعلم ومنارة للتوجيه والإرشاد وشعلة نور تشع بالخير والضياء، وهذا من عظيم فضل الله تعالى عليه. كان الشيخ يقيم في مسجد الهادي درس عام بعد صلاة العصر، ودرس آخر بعد صلاة المغرب، وحلقات علمية قبل وبعد صلاة العصر، وبين العشاءين، وبعد العشاء، وقبل صلاة الفجر، وبعد صلاة الفجر ؛ هذا بالإضافة إلى دروسه خلال شهر رمضان المبارك، حيث يمتلئ المسجد فيها، كما يمتلئ المسجد مع الشارع المحيط به أثناء خطب الجمعة، كما أنشأ مركزاً لتحفيظ القرآن الكريم، وكانت له غرفة في المسجد تعج بطلاب العلم وغيرهم من المستفتين.

## شيوخه وإجازاته
شيوخه في الكتاتيب : والده الشيخ محمد سليم المراد (الثاني)، وعم والده الشيخ حسن المراد، حيث درس على يديهما القرآن الكريم، وتعلم الكتابة على يد الشيخ حسن الشحمة الدندشي، رحمهم الله تعالى.
شيوخه في القرآن الكريم : عمه الشيخ محمد ظافر المراد، الذي كان قد تأسس على يديه وهو صغير في قراءة القرآن الكريم وتلاوته فكان يسمع له ويحفظه ؛ والشيخ أحمد الحامد الخياط، كان يقرأ القرآن الكريم عليه تلاوةً وحفظاً، والشيخ عبد الرحمن كف الغزال، كان يستظهر عليه حفظ القرآن الكريم، والشيخ قدور موسى الحلاق، كان من حفاظ القرآن الكريم المتقنين، فكان يستظهر عليه ما حفظه من القرآن الكريم أيضاً رحمهم الله تعالى.
وللعلم : فإن هؤلاء المشايخ الثلاثة (الشيخ أحمد الخياط - والشيخ عبد الرحمن كف الغزال - والشيخ قدور موسى الحلاق) رحمهم الله تعالى كانوا مكفوفي البصر.
من شيوخه في مدرسة دار العلم والتربية : الشيخ عبد الحميد حمد، كان أستاذه في الصف الأول في الدروس الدينية واللغة العربية والخط ؛ والشيخ محمود العثمان، كان مدرساً لجميع المواد الإسلامية في المرحلة الابتدائية، رحمهم الله تعالى.
من شيوخه في التكية : الشيخ محمود عبد الرحمن الشقفة، الذي درس عليه العلوم الشرعية والتزكية وعلوم اللغة العربية وله إجازة منه في العلوم الشرعية بأسانيده ؛ ودرس الفقه الشافعي على الشيخ محمود العثمان، والفقه الحنفي على الشيخ محمود الرياحي، ودرس الفقه أيضاً على الشيخ عبد الغني عيون السود، ودرس الفرائض على الشيخ محمد علي الشقفة، ودرس على الشيخ عبد المجيد العصار متن الغاية والتقريب في الفقه الشافعي، رحمهم الله تعالى.
ومن شيوخه في الشعبانية : الشيخ محمد نجيب خياطة شيخ القراء في القراءات جميعها، ودرس على الشيخ محمد أبو الخير زين العابدين التفسير، ودرس على الشيخ عبد الرحمن زين العابدين شقيق الشيخ محمد أبو الخير العقيدة، ودرس على الشيخ عبد الله سراج الدين التفسير والحديث وعلم المصطلح، ودرس على الشيخ محمد هلال النحو لابن عقيل، ودرس على الشيخ أحمد القلاش الفقه الشافعي والفرائض، ودرس على الشيخ عبد الفتاح أبو غدة أصول الفقه الحنفي، ودرس على الشيخ محمد أديب حسون الفقه الشافعي، ودرس على الشيخ علاء الدين علايا تاريخ التشريع، ودرس على الشيخ أسعد العبجي - مفتي الشافعية بحلب - أصول الفقه الشافعي، ودرس على الشيخ محمد حماد الفقه الشافعي، ودرس على الشيخ بكري رجب الشعر والعروض، ودرس على الشيخ محمد المعدل البلاغة، ودرس على الشيخ عبد الوهاب سكر الخطابة، ودرس على الشيخ عبد الوهاب التونجي - وكان القاضي الممتاز في حلب - التعبير والإنشاء، ودرس على الشيخ محمد الملاح الفقه الحنفي والحكمة من التشريع، رحمهم الله تعالى.
شيخه في التربية والتزكية والإرشاد:- الشيخ عبد القادر عيسى، وقد صحبه منذ أن كان في الشعبانية زميلاً له، وقد تربى على يديه، وأجازه في العلوم الشرعية والتربية والإرشاد من عدة أسانيد.
ومن شيوخه أيضاً:- عم والده الشيخ أحمد المراد، حيث تعلم على يديه أحاديث الأربعين النووية قراءة وحفظاً وشرحاً، وكذلك عقيدة أهل السنة والجماعة في رسالة (الجواهر الكلامية).
- وشقيقه الكبير الشيخ محمد علي المراد (الثاني) حيث قرأ عليه قواعد الفقه، وقد أجازه بكل ما أجيز به، وبأن يجيز عنه، فأجازه بثبت الشيخ سليمان الأروادي الذي ضم الكثير والكثير من الأسانيد والعلوم الشرعية والتزكية، كما أجازه في الأذان الشريف متسلسلاً إلى سيدنا رسول الله صلى الله عليه وسلم.
- والشيخ محمود الأحمد الشقفة، حيث قرأ عليه واستفاد منه في الفقه الشافعي.
- والشيخ زاكي الدندشي، فكان يحضر درسه الخاص في جامع الجديد في غرفة العائلة (المرادية) بعد صلاة الصبح وبعد صلاة العصر، وكان في حاشية ابن عابدين وفي النحو والصرف.
- والشيخ محمد أحمد الهاشمي التلمساني من أكابر العلماء العاملين بدمشق، كان يحضر درسه بعد العصر في المسجد الأموي حيث كان له درس يقرأ فيه: (المرشد المعين) كتاب في الفقه المالكي، وفي بيته في حي المهاجرين حيث كانت تقام حلقات علم في العقيدة في كتاب (مفتاح الجنة) وفي التزكية كتاب (الفتوحات المكية) أو الإحياء، وقد لازمه سنتين خلال مدة عسكريته.
- والشيخ محمد سعيد البرهاني، كان يحضر درسه في مسجده (التوبة) حيث كان يقيم فيه دروساً وحلقات علم شرعي مختلفة في جميع العلوم الشرعية بعد صلاة الفجر وبعد صلاة المغرب، وله إجازة منه في العلوم الشرعية والتزكية والإرشاد.

## مؤلفاته
لم يكن لالشيخ من الفراغ ما يسمح له بالكتابة والتأليف، لانشغاله في التعليم والتوجيه والدعوة إلى الله تعالى، إلا أنه ألف بعض الآثار العلمية، أهمّها:
- كتاب درر العلماء وزاد الأتقياء: وهي عبارة عن خطبه المنبرية التي ألقاها ارتجالاً في مسجد الهادي، وقد تناول فيها مواضيع مختلف في الأحكام الشرعية والإيمانيات والمناسبات والسيرة النبوية، وهي عدة أجزاء، طبع منها ثلاثة أجزاء والباقي تحت الطباعة.
- عدد من الرسائل في التربية والتزكية والتوجيه والإرشاد.
- رسالة مختصرة في محاربة المواد المخدرة.
- عدد من المقالات في مجلة العشيرة المحمدية.

## وفاته
تُوفي الشيخ سعد الدين مراد ليلة الجمعة وقت السحر 1 شعبان 1435 هـ الموافق 30 مايو 2014، وذلك في جدة في المملكة العربية السعودية ودُفن في البقيع في المدينة المنوّرة.